# Ulrich Sumptoh
Ulrich Sumptoh est le maire de Port-Vila au Vanuatu depuis le 24 janvier 2014. Il a été élu sous l’étiquette UPM (union des partis modérés).

## Biographie
Il est originaire de l'Île de Pentecôte dans le nord de l’archipel du Vanuatu. Il est francophone mais il parle aussi l'anglais. Il a grandi à Port-Vila, il entame sa carrière politique à côté d'un politicien Henry Taga.   